# Chyna
 (avril 2016).
Si vous disposez d'ouvrages ou d'articles de référence ou si vous connaissez des sites web de qualité traitant du thème abordé ici, merci de compléter l'article en donnant les références utiles à sa vérifiabilité et en les liant à la section « Notes et références ».
Joan Marie Laurer, née le 27 décembre 1969 à Rochester et morte le 17 avril 2016 à Redondo Beach, plus connue sous le nom de Chyna, est une catcheuse (lutteuse professionnelle) et culturiste américaine. 
Elle est aussi actrice pornographique.
Principalement connue pour son travail à la World Wrestling Federation (WWF), Chyna obtiendra le surnom de The Ninth Wonder of the World, (« La neuvième merveille du monde »), s'étant fait connaître pour son physique très masculin, et pour avoir souvent combattu contre des hommes dans sa carrière.
Dans sa carrière, elle a remporté une fois le championnat féminin de la WWF, et est aussi la seule femme de l'histoire de la WWE à avoir été championne intercontinentale, titre qu'elle a même remporté à deux reprises ; elle est aussi la première femme de l'histoire à avoir participé à un Royal Rumble Match (en 1999 et 2000), la seule à avoir participé à un tournoi King of the Ring et la seule à avoir été challenger pour le championnat de la WWF. Elle est la cofondatrice, avec Triple H et Shawn Michaels, de D-Generation X.
Elle quitte la WWF en 2001 et fait un bref passage à la New Japan Pro Wrestling avant d'arrêter sa carrière de catcheuse.
Elle devient actrice de films pornographiques en 2004 après la sortie commerciale d'une sextape avec le catcheur Sean Waltman. Elle tourne en tout huit films.
Elle meurt le 17 avril 2016 d'une overdose médicamenteuse.

## Jeunesse
Laurer gandit à Rochester dans une famille dysfonctionnelle. Ses parents se séparent et elle décide de passer sa dernière année de lycée en Espagne dans le cadre d'un programme d'échange de lycéens. De retour aux États-Unis, elle intègre l'université de Tampa où elle obtient un diplôme en espagnol.

## Carrière de catcheuse

### Débuts

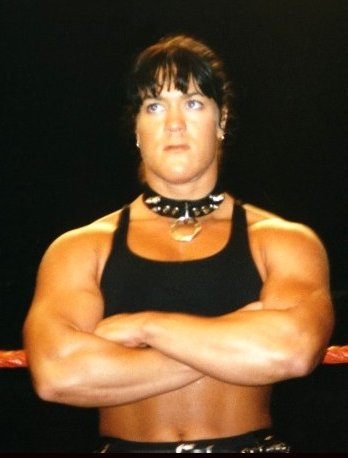
Laurer en Chyna Doll en 1997.

Laurer s'entraîne à l'école de lutte de Killer Kowalski à Salem où elle a brièvement eue une relation avec Perry Satullo. Elle débute à l'International Wrestling Federation, la fédération de Kowalski.

### World Wrestling Federation (1997-2001)
Alors que Laurer est encore à l'International Wrestling Federation, elle reçoit des offres de la part de la World Championship Wrestling pour être la première femme membre du clan New World Order. C'est alors qu'elle rencontre Shawn Michaels et Hunter Hearst Helmsley qui veulent d'elle comme garde du corps. Killer Kowalski parvient à convaincre Shane McMahon de lui donner sa chance.
Elle apparait pour la première fois à la télévision à Raw où elle est au premier rang et fait un étranglement arrière à Marlena, la valet de Goldust, après l'intervention de Goldust dans un match opposant Hunter Hearst Helmsley (HHH) à Rocky Maivia. Elle prend le nom de Chyna et devient la garde du corps de HHH.

### Total Nonstop Action Wrestling (2011)
En 2011, elle reprend pour quelques semaines sa carrière de catcheuse en faisant un court passage à la TNA pour faire un match par équipe mixte avec Kurt Angle contre son ancien rival Jeff Jarrett et sa femme Karen Jarrett lors du pay-per-view Sacrifice 2011. Chyna fait remporter le match à son équipe en faisant abandonner Karen. Ce sera son dernier combat.

## Décès
Le 20 avril 2016, Laurer a été retrouvée morte à son domicile de Redondo Beach, en Californie. Son manager, Anthony Anzaldo, était inquiet lorsqu'elle n'a pas publié de mises à jour ou de contenu sur ses réseaux sociaux habituels pendant plusieurs jours, et a ensuite retrouvé son corps dans son appartement. Les premiers rapports de police indiquaient qu'elle semblait être décédée soit d'une surdose accidentelle de drogue, soit de causes naturelles. Anzaldo a suggéré que toute surdose était accidentelle, affirmant qu'on lui avait prescrit des médicaments, mais qu'elle avait tendance à les utiliser de manière inappropriée.
Son cerveau a été donné à la science pour étudier les effets de l'encéphalopathie traumatique chronique (ETC). Cependant, le cerveau s'était naturellement décomposé à un point tel qu'il ne pouvait pas être déterminé avec certitude si Laurer souffrait d'ETC.
Un service commémoratif a eu lieu à Los Angeles le 22 juin 2016. Parmi les participants se trouvaient les lutteurs Melina Perez, Rob Van Dam, Sean Waltman et Johnny Mantell ; les acteurs C. Thomas Howell et Barry Williams ; Dennis Hof, propriétaire du Bunny Ranch ; et les chanteurs Coolio et Baby Bash, qui se sont également produits pendant le mémorial. Chyna a été incinérée et ses cendres ont été dispersées dans l'océan Pacifique.
Un rapport de son autopsie a été publié en décembre 2016 et a déterminé qu'elle était décédée le 17 avril d'une surdose d'alcool, associée aux anxiolytiques diazépam et nordazépam, aux analgésiques oxycodone et oxymorphone et au témazépam, un somnifère.

## Palmarès
- International Wrestling Federation
  - 1 fois IWF Women's Champion face à Violet Flame en 1996[1]
- Ladies International Wrestling Association
  - Rookie of the year (1998)
- Professional Girl Wrestling Association
  - Rookie of the year (1996)[1]
- Pro Wrestling Illustrated
  - Classée 106e au classement des 500 meilleurs catcheurs de l'année 2000[13]
- World Wrestling Federation
  - 3 fois WWF Intercontinental Champion[14],[15]
  - 1 fois WWF Women's Champion[16]
  - Membre du WWE Hall Of Fame avec la D-Generation X depuis 2019

## Carrière d'actrice et de modèle

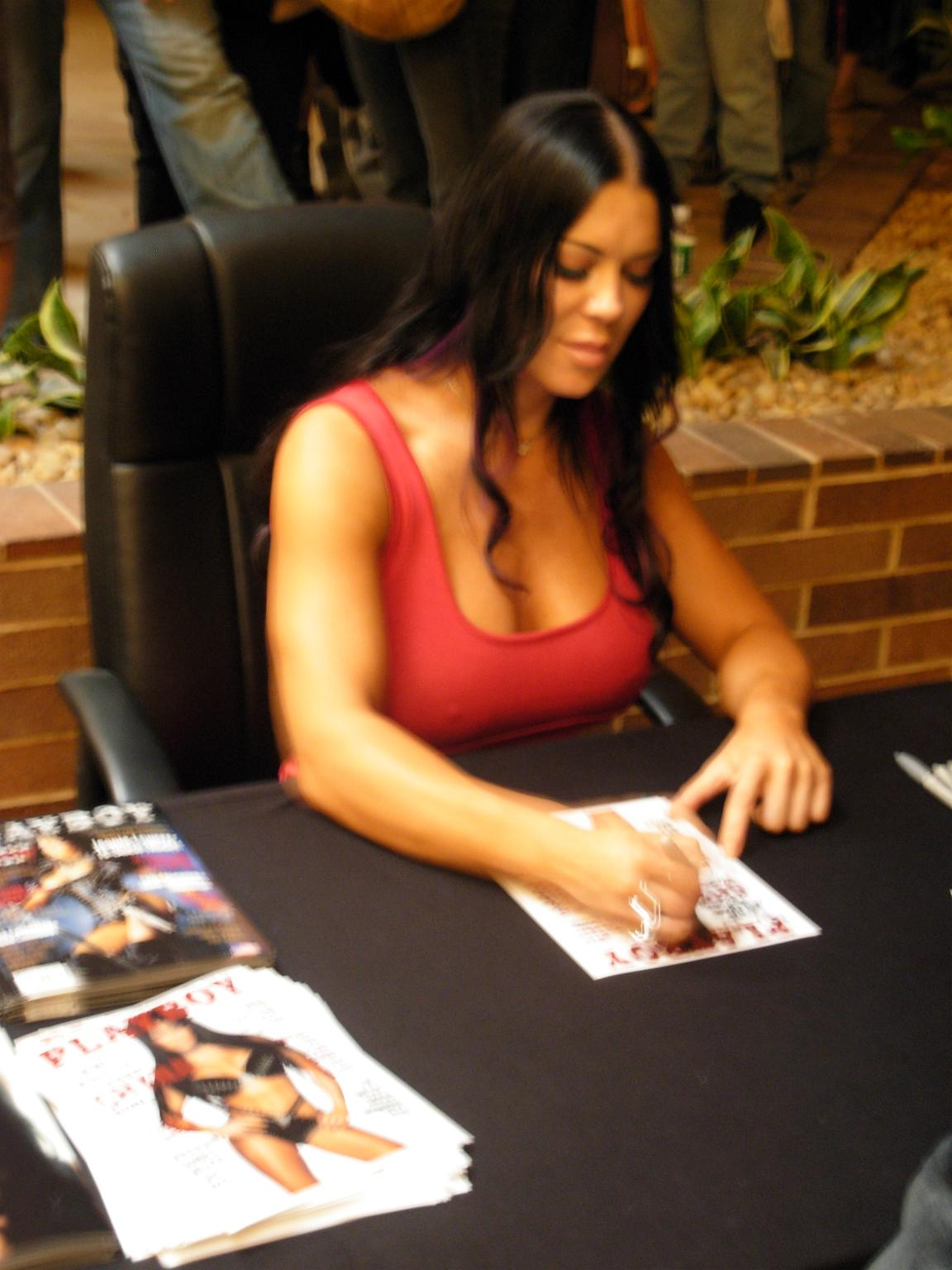
Laurer en séance d'autographe pour le magazine Playboy en 2007.

En novembre 2000, elle a fait la couverture du magazine Playboy. En 2002, après son départ de la WWF, elle est également apparue dans un documentaire de Playboy intitulé « Joanie Laurer Nude » avec le sous-titre « Superstar de lutte à princesse des guerrières ».
Elle a fait plusieurs apparitions dans des séries télévisées et dans des émissions de jeu avec des célébrités comme Hollywood Squares et Fear Factor (en).
En 2004, Laurer est apparue dans la quatrième saison The Surreal Life à VH1.
À la fin de 2005, Joanie a signé pour apparaître dans le film Illegal Aliens. En avril 2006, elle est allée à Vegas pour la nouvelle série télé appelée Fame Games. Elle fait plusieurs promotions pour le film Illegal Aliens. Elle travaille ensuite sur un autre film avec Faye Dunaway appelé Cougar Club[réf. nécessaire].
En 2004, une sextape intitulée 1 Night in Chyna (clin d'œil au titre de la sextape de Paris Hilton One Night in Paris) tournée avec son petit ami de l'époque le catcheur Sean Waltman fuite sur Internet. En juin 2011, Joanie joue dans son premier film pornographique produit par le grand studio Vivid Backdoor to Chyna. Il se vendra à plus d'un million d'exemplaires.
En 2012, Joanie sort un film pornographique qui fait référence à la WWE avec des personnes évoquant John Cena[réf. nécessaire].

## Filmographie

### Comme actrice
Télévision
- 2000 : Alien Fury: Countdown to Invasion (TV) : Ava Zurich
- 2000 : Troisième planète après le Soleil (TV série): Janice
- 2000 : Pacific Blue : Tonya Sweet (1 épisode)
- 2001 : Sabrina, l'apprentie sorcière (TV) : Mary Jo Ponder (1 épisode)
- 2001 : Tracker
- 2002 : Sydney Fox, l'aventurière (TV) (1 épisode)
- 2002 : Whose Line Is It Anyway? (1 épisode)
- 2003 : Hunter: Back in Force (TV) : Brandy Rose

Cinéma
- 2002 : Frank McKlusky, C.I. : Freeda
- 2005 : Just Another Romantic Wrestling Comedy : Roxanne
- 2006 : Illegal Aliens : Rex
- 2007 : Cougar Club : Teddy Archibald

## Livre
- Chyna: If They Only Knew, Harper Collins, New York, 2001  (ISBN 0007127650)